# パヴロヴァ (ケーキ)
- Pavlova
- パヴロヴァ
- パヴロワ
- パブロワ
- パブロバ

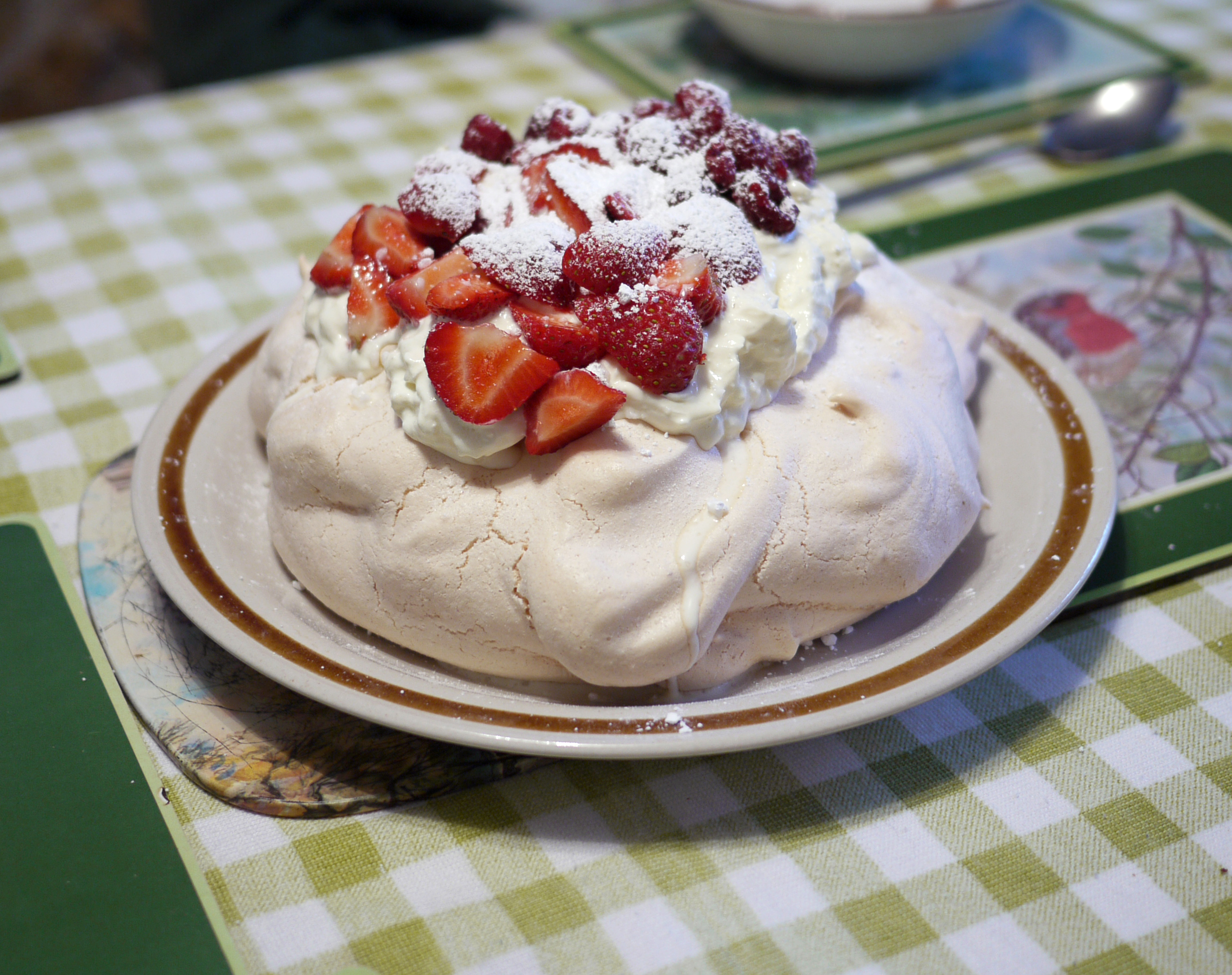
クリームとストロベリーで飾りつけられたパヴロヴァ

パヴロヴァ（英語: Pavlova）は、オーストラリアまたはニュージーランドが起源とされる菓子である。一般的な製法は、焼いたメレンゲをベースにしてホイップした生クリームを詰め、さまざまなフルーツを飾り付けたものである。その名称は、ロシアのバレエダンサー、アンナ・パヴロワに由来すると伝わる。

## 製法
パヴロヴァは大きく広がるメレンゲと色とりどりに飾られるフルーツなどの見た目から、バレリーナの衣装であるチュチュのイメージを想起させる。パヴロヴァにはいくつかのレシピが伝わっているが、一般的な製法は焼いたメレンゲをベースにしてホイップした生クリームを詰め、さまざまなフルーツなどを飾り付けたものである。
ベースとなるメレンゲは、卵白とグラニュー糖をボウルの中で湯煎しながら泡立てて作る。その中に酢またはワインビネガー（レモン果汁の場合もある）、粉砂糖、コーンスターチを2,3回に分けて加えてさらにメレンゲをしっかりとさせ、セルクルに詰めてすり切りにする。この中央部分をスプーンなどでくりぬき、くぼみを作る。その後セルクルから外して、オーブンで焼く。
焼き上がったメレンゲをゆっくりと冷ましてから、フィリング（生クリーム、季節のフルーツ、ミントリーフやチャービルなど）を用意する。生クリームにグラニュー糖を加え、氷水で冷やしながら7分立てに泡立てる。泡立てた生クリームをメレンゲのくぼみに詰め、季節のフルーツやミントリーフなどを飾りつける。
パヴロヴァのベースとなるメレンゲには、通常のものと異なって少量の酢もしくはワインビネガーを加えるのが特徴である。酢がもたらす効果によって、口にしたときにかすかに酸味と香味が感じられる。さらに粉砂糖とともに加えられるコーンスターチには、泡立てたメレンゲに粘性を持たせてしっかりした状態を保つ効果がある。
パヴロヴァのレシピは小麦粉やバターを使わないため、一般的なケーキ類に比べて低カロリーである。さらに入手しやすい材料が多く、材料のコストも安く抑えられる利点もある。パヴロヴァは華やかな見た目と軽やかな食感で広く好まれている。

## 起源についての説

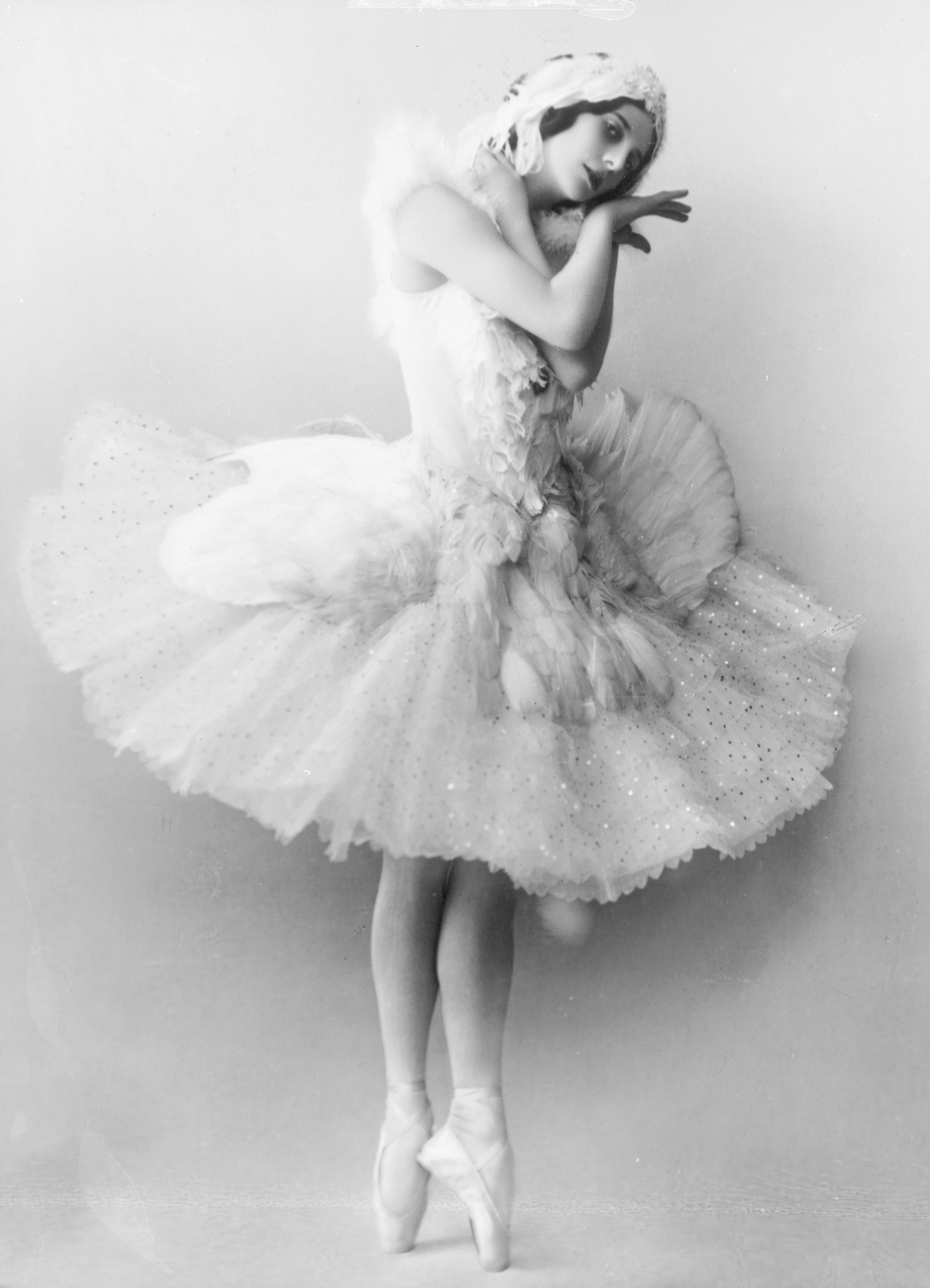
『瀕死の白鳥』を踊るアンナ・パヴロワ（1908年から1909年の間）

この菓子について、名前の由来は20世紀初頭に活躍したロシアのバレエダンサー、アンナ・パヴロワ（1881年 - 1931年）とされる。パヴロワは世界各地で公演を行った最初のバレエダンサーとして知られる。1926年、公演旅行で滞在したオーストラリア（西オーストラリア州フリーマントルのエスプラネード・ホテルという）でこの菓子を食べたといわれるが、同じ1926年、ニュージーランドのウェリントンのホテルで初めて口にしたという説もある。
パヴロワとこの菓子には、次のようなエピソードが伝わっている。滞在先のホテルで「何か美味しいお菓子が食べたい」とオーダーした彼女に「かしこまりました」と出されたのが、後に「パヴロヴァ」と呼ばれるようになるこの菓子であった。ただし、このエピソードについては製法上手間も時間もかかることから、オーダーしてすぐに出せるものではないために疑問視する向きもある。
パヴロヴァの起源については、既に述べたとおりオーストラリアとニュージーランドがそれぞれ元祖を主張していた。パヴロワが1926年に公演旅行で両国を訪問していたのは事実であったが、決定的な証拠がなかなか見つからずに論争が長年にわたって続いていた。
両国の論争に一石を投じたのは、オックスフォード英語辞典の改訂版による記載（2010年）だった。その記載によれば、もともとのパヴロヴァは「色付けしたゼリーを何層にも重ねて固めた、バレリーナのチュチュに似せたデザート」で、後に「メレンゲにホイップクリームとフルーツを詰めたデザート」に変化したという。このレシピは、ニュージーランドのDavis Dainty Dishというゼラチンメーカーが1927年に発行した料理書に載っているもので、発祥はニュージーランドとされた。
2015年になって、ニュージーランドの芸術史家とオーストラリアのプロダクション会社経営者がニュージーランド発祥の結論に異を唱えた。2人は2年近くを費やして、多数の料理本やニュースなどを丹念に調査した。その結果、2人はパヴロヴァの発祥地はアメリカとイギリスの両国であるという結論に達した。1901年から1926年にかけて、パヴロヴァのようにメレンゲを使ったケーキのレシピが150以上見つかり、そのほとんどのものがアメリカ発祥だったという。調査の過程で、パヴロヴァの名を使った最古のレシピは、やはりニュージーランドで出版されていたことも判明した。ただし、この「パヴロヴァ」はベリーやラズベリーを使ったジェラートで、しかも年代がパヴロワが両国を訪れるより15年前の1911年のものであった。

## 受容とエピソード
オーストラリアとニュージーランドでは、パヴロヴァがデザートとして広く親しまれている。スーパーマーケットでは、既に焼き上がったメレンゲが販売されているため、それを使って各家庭が思い思いのパヴロヴァを作って楽しんでいる。南半球では夏季にクリスマスが祝われるため、クリスマスケーキとしても人気がある。
パヴロヴァはイギリスにも伝わり、デザートとしてポピュラーなものとなった。オーストラリアとニュージーランドの菓子や料理はイギリス起源のものが多いが、パヴロヴァはその逆ケースである。
フォークランド諸島では、鶏卵の代わりにペンギンの卵を使ったパヴロヴァのレシピがある。20世紀に交通や輸送の状況が改善されるまで、フォークランド諸島ではペンギンなどの野鳥の卵は貴重なタンパク源であった。これらの卵を夏の繁殖期の間に採集し、料理やデザートに使ったという。ペンギン卵のパヴロヴァで使われたのは、その大きさからジェンツーペンギンのものと推定されている。

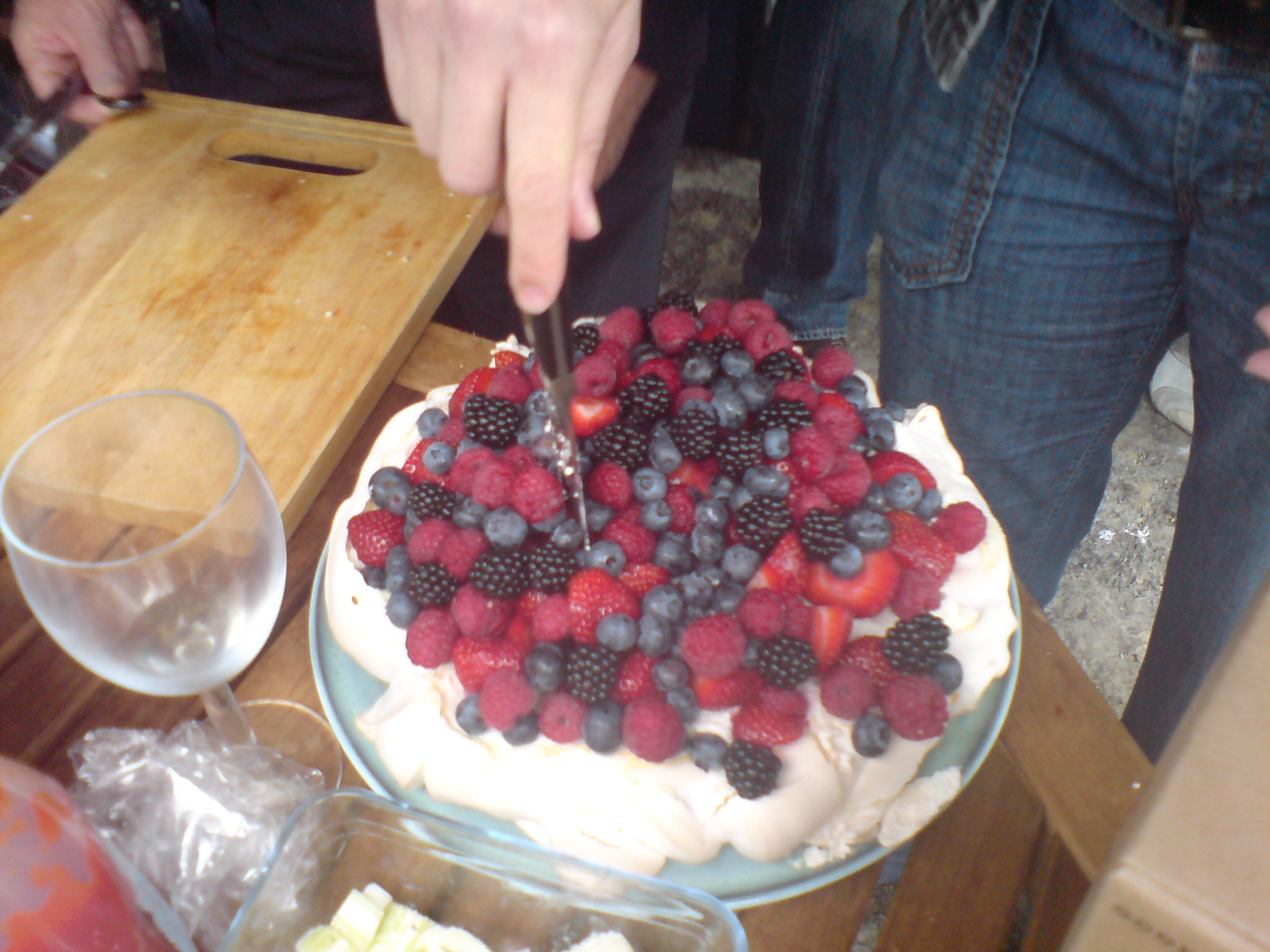
伝統的なオーストラリアン・スタイルのパヴロヴァ
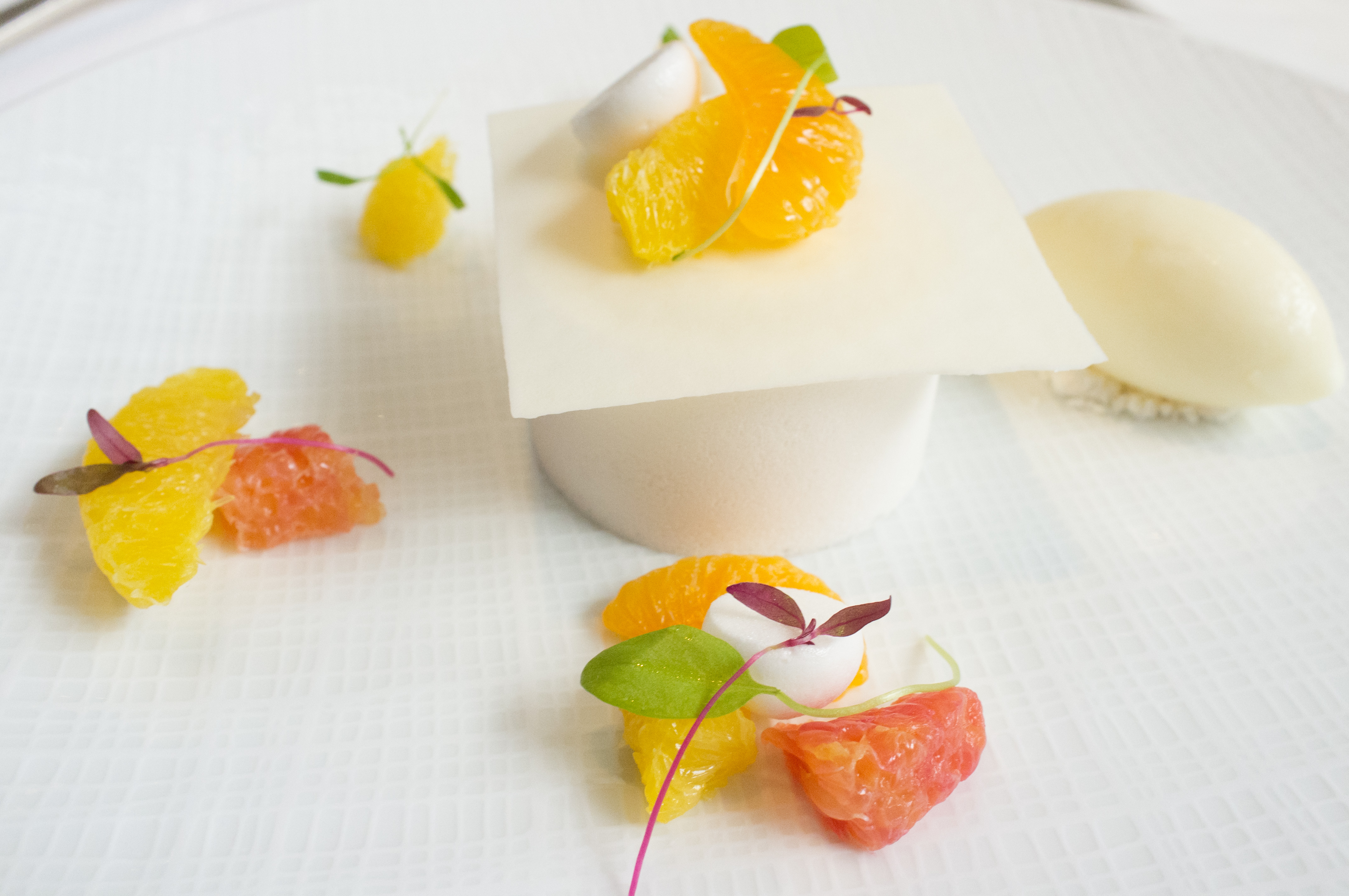
シトラスをデコレーションしたパヴロヴァ
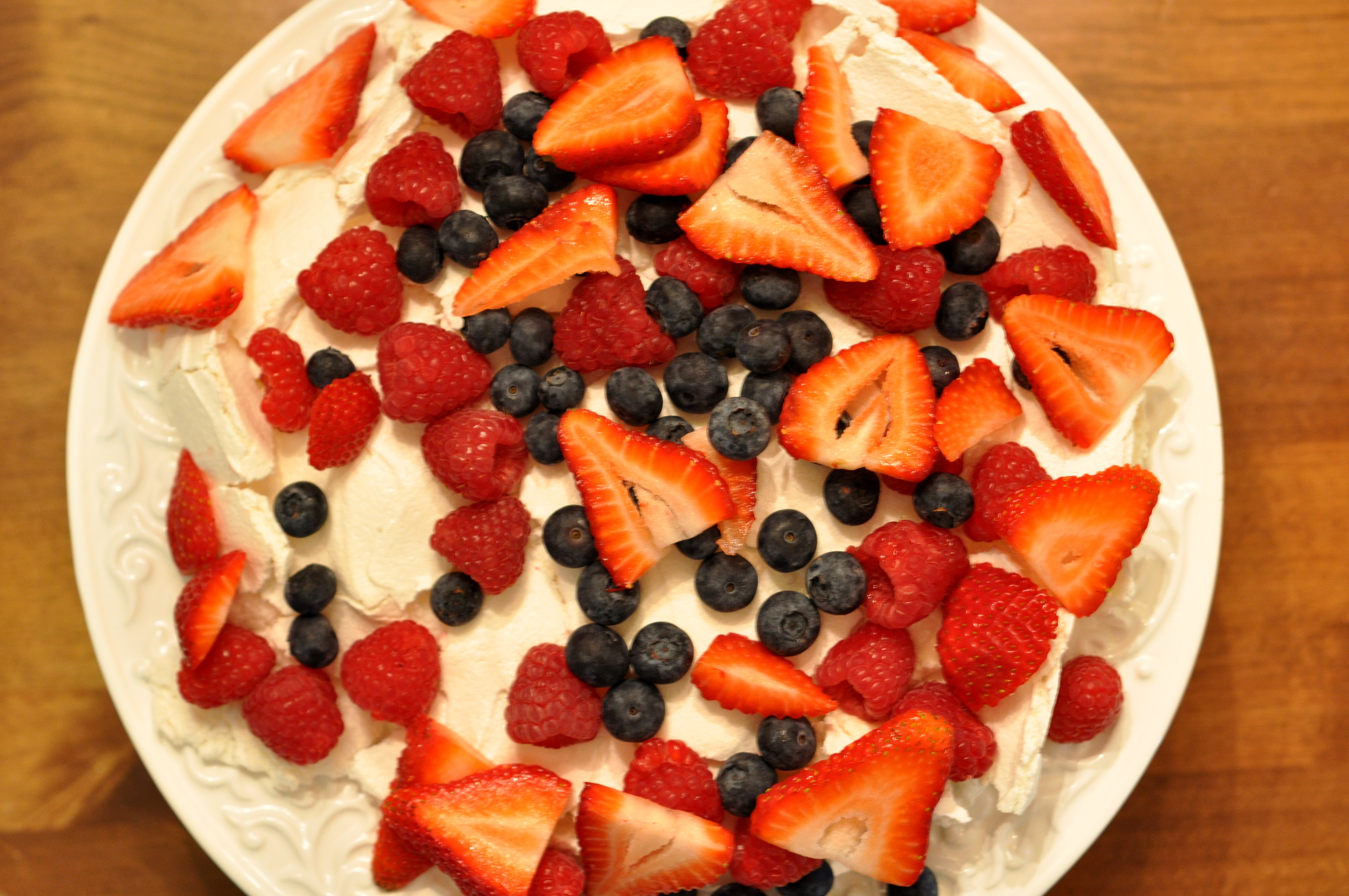
ミックスベリーのパヴロヴァ